# 季節性情動障害
季節性情動障害（きせつせいじょうどうしょうがい、英: seasonal affective disorder; SAD）、季節性感情障害とは、うつ病のサブタイプの一つで、ある季節にのみ、体のだるさや疲れやすさ、気分の落ち込みなどの症状が出る気分障害。冬季うつ病 (winter depression)、季節性うつ病（seasonal depression）ともいう。
最新の『精神障害の診断と統計マニュアル』第5版（DSM-5）では、独立した気分障害ではなくなり、季節型（with seasonal pattern）だと特定された反復性のうつ病となる。『疾病及び関連保健問題の国際統計分類』（ICD-10）では同様に「F33 反復性うつ病性障害」に含まれる。
一般的に冬の日照時間の減少に関係しているのではとされており、治療には光療法や抗うつ薬が使われる。具体的な治療法については、「季節性情動障害#治療」を参照。

## 症状
西洋圏や日本では一般に、秋か冬に発症し春になると治る。DSM-5の診断基準では、季節型のうつ病エピソードが違う年に継続している必要がある。抑うつ、倦怠感、気力の低下、過眠、過食、体重増加、炭水化物への渇望がみられる。
夏型では秋には治るが、こちらはタイやインドで一般的である。症状は興奮、過敏、食欲低下、不眠の症状が出ることが多い。

## 原因
発症率が高いのは、高緯度地域、女性、若年者となる。高緯度地域については関係を否定する研究もある。またうつ病の人の10-20%がSADを経験する。
SADは、冬季を中心に発症し、日照時間が短くなることと関係しているようである。メカニズムはまだ良く分かっていないところもあるが、次のような説がある。
- 睡眠相の後退[3]
  - 日照時間が短くなることで体内時計をつかさどるメラトニン分泌のタイミングが遅れる[3]。SADではない健康な人では起こらない[3]。
- モノアミンの枯渇[3]
  - 光の刺激が減ることで神経伝達物質のセロトニンやドーパミンなどモノアミンが減少し、抑うつ状態となるという仮説である[3]。
  - このため、セロトニン再取り込み阻害剤である抗うつ薬セロトニンの前駆体であるトリプトファンや、メラトニンの摂取、光療法が行われている[3]。

## 疫学
SADの有病率は、米国ではフロリダ州で1.4%、アラスカ州で9.9%、イギリスでは単独統計ではないが有病率は高いとされている。

## 治療
英国国立医療技術評価機構（NICE）のガイドラインでは、うつ病性障害のサブタイプや患者の個性に基づいて治療を変えることへの根拠は乏しい（little evidence）ため、様々な治療戦略を取っ換え引っ換えし続けることのないよう述べている。
光療法
高照度光療法、日光浴がもっとも有効とされる。午前中〜昼間に行うのが効果的だが、夜間に強い光を浴びるのも有効である。
薬物療法
薬による治療も存在する。ブプロピオンの徐放剤（日本未認可）は2006年より欧米で季節性情動障害の治療薬として承認されている。
心理療法
専門家による認知行動療法も効果がある（「うつ病#認知行動療法」も参照）。
2009年のNICEのガイドラインは、季節型冬季うつ病では、抗うつ薬や心理療法よりも光療法を好む患者には、光療法の有効性の根拠は不明確であることを伝えるよう述べている。光療法の効果については、軽中程度のSAD患者を対象とした、光療法、SSRI、プラセボを比較するRCT研究が待たれているとNICEは述べている。

### 有効性
2015年のコクランレビューでは以下である。光療法は、46人でのランダム化比較試験という小規模な試験にて有効性が示されているため結論を導けず、メラトニン（ホルモン）、アゴメラチン（日本国外での抗うつ薬）では、証拠は不十分であり調査のためのランダム化比較試験を必要とし、心理療法では結論は導けなかった。ブプロピオン（日本国外での抗うつ薬）は再発予防に有効だが、その恩恵を受けるのは5人服用ごとに1人の割合であり、副作用のある薬であるため治療のメリットとデメリットについて、またより害の少ない方法について情報提供されること。
2018年のシステマティックレビューでは、証拠の質はよくないが光療法が睡眠リズムの遅れを改善しており、気分については光療法や抗うつ薬（SSRI）が有効である。
別の2018年のシステマティックレビューは、まだ治療に関する研究は不十分で、大規模なランダム化比較試験による検証が必要だとしている。光療法を第一選択とすべきとし、より効果が確立されており効果が早く、副作用がほとんどない。光療法の装置は、室内灯、箱型、ヘッドセット型を問わない。光療法とフルオキセチンでの治療は2011年のコクランレビューで同等の有効性だと報告されており、ブプロピオン（日本未認可）では3つのランダム化比較試験で予防に有効だとしている。抗うつ薬では、フルオキセチン（日本未認可）が5研究、ほかにセルトラリンとシタロプラムがあり、三環系抗うつ薬やモクロベミドのような他の抗うつ薬では10研究で、フルオキセチンを推奨している。ほかの医薬品では研究規模が小さいので結論は下せない。メラトニンでは様々な報告があり明確な結論が出せない。トリプトファン、オトギリソウ、認知動療法で有効とされた研究があるが、まだ再現性が報告されていない。
2024年のJAMAに掲載されたシステマティックレビューでは、光療法により季節性情動障害が改善されると報告された。さらに、初期治療の反応時間を改善する可能性もあると示唆された。

## サーカディアンハウスの提唱
睡眠医療の専門医である小池茂文は、体内時計、概日リズム（サーカディアンリズム）の安定には、住まい、生活習慣が大切であると提唱している。
例えば、目覚まし時計などの音で起きるのではなく、タイマー式電動シャッター（サーカディアンシャッター）、タイマー式電動カーテン（サーカディアンカーテン）と名付け、自然光による目覚めを提唱している。近年は都心部のマンションなどでは、朝起きて地下道と直結しオフィスで勤務してしまう、いっさい太陽光と乖離した生活をしてしまうことも少なくなく、体内時計が狂い、睡眠障害やうつ病などを発生しやすい傾向がある。
朝起きて速やかに高照度、つまり朝日を浴びることは望ましいが、単純に朝日を浴びるだけでなく、「食事を摂り」、「排便をし」体全体をしっかり目覚めさせることが重要であり、自然光は曇りや雨でも体を覚醒させるには十分な力があることから、住まいの中で最も朝食の時間帯に明るい場所（窓際）を朝食時のダイニングとすることを提唱している。また単に睡眠時間を得る事を重要視するのではなく、「質の良い睡眠」を間取り構成で得る努力も大切であるとしている。例えばエアコンの室外機の位置、トイレの排水音、ドアの音など、生活音からベッド配置を考慮することも大切であるとし、こういった住まいをサーカディアンハウス、ハウスサーカディアン（商標登録）として提唱している。